# Тимьян байкальский
Тимья́н байка́льский (лат. Thymus eubajcalensis) — многолетний полукустарник, вид рода Тимьян (Thymus) семейства Яснотковые (Lamiaceae).
Растёт на каменистых склонах в районе озера Байкал (эндемик).
Химический состав не изучен. Листья и верхушки стеблей испытаны и одобрены как пряность при обработке рыбы.

## Биологическое описание
Растение, в нижней части деревянистое, образует густые дернинки, цветоносные ветви приподнимающиеся до 5 см, густоопушенные, тёмно-лиловые.
Листья от продолговато-эллиптические до эллиптических или овальных, опушенные, с клиновидным основанием переходящим в черешок длиной 2,5—9,5 мм и шириной 1—3,5 мм, точечно-железистые.
Соцветие головчатое; цветоносы коротко волосистые, длиной 1—2 мм. Чашечка колокольчатая, длиной 4—4,5 мм, лиловатая; венчик длиной 6 мм, тёмно-лиловый; зубчики верхней губы ланцетные.
Плод — орешек.

## Классификация

### Таксономия
|  |                                      |  |                                                             |                                                             |                      |  | ещё 21 семейство (согласно Системе APG II) | ещё 21 семейство (согласно Системе APG II) |                           |  |  |  | еще 81 род    | еще 81 род             |  |  |
|  |                                      |  |                                                             |                                                             |                      |  | ещё 21 семейство (согласно Системе APG II) | ещё 21 семейство (согласно Системе APG II) |                           |  |  |  | еще 81 род    | еще 81 род             |  |  |
|  |                                      |  |                                                             | порядок Ясноткоцветные                                      |                      |  |                                            |                                            | подсемейство Котовниковые |  |  |  |               | вид Тимьян байкальский |  |  |
|  |                                      |  |                                                             | порядок Ясноткоцветные                                      |                      |  |                                            |                                            | подсемейство Котовниковые |  |  |  |               | вид Тимьян байкальский |  |  |
|  | отдел Цветковые, или Покрытосеменные |  |                                                             |                                                             | семейство Яснотковые |  |                                            |                                            | род Тимьян                |  |  |  |               |                        |  |  |
|  | отдел Цветковые, или Покрытосеменные |  |                                                             |                                                             |                      |  |                                            |                                            |                           |  |  |  |               |                        |  |  |
|  |                                      |  | ещё 44 порядка цветковых растений (согласно Системе APG II) | ещё 44 порядка цветковых растений (согласно Системе APG II) |                      |  |                                            | еще 7 подсемейств                          | еще 7 подсемейств         |  |  |  | ещё 213 видов |                        |  |  |
|  |                                      |  |                                                             | ещё 44 порядка цветковых растений (согласно Системе APG II) |                      |  |                                            |                                            | еще 7 подсемейств         |  |  |  |               |                        |  |  |